# Thomas E. Stewart
Thomas Elliott Stewart (ur. 22 września 1824 w Nowym Jorku w Nowym Jorku, zm. 9 stycznia 1904 w Nowym Jorku) – amerykański polityk, członek Partii Republikańskiej.

## Działalność polityczna
W 1865 i 1866 zasiadał w New York State Assembly. W okresie od 4 marca 1867 do 3 marca 1869 przez jedną kadencję był przedstawicielem 6. okręgu wyborczego w stanie Nowy Jork w Izbie Reprezentantów Stanów Zjednoczonych.